# 莆田第十中学
莆田第十中学，是中国福建省莆田市秀屿区的一所公办全日制高级中学。始建于1956年8月，初名“笏石第一中心小学附设初中班”。

## 历史
1956年8月，笏石第一中心小学附设初中班创办。1957年10月，迁往海滨书院旧址。
1958年，更名为“莆田第十中学”。1960年，设高中部。1963年，高中部停办。
1969年9月，更名为笏石五七中学，高中部复办。
1977年5月，更名为笏石中学。
1995年，被评定为福建省三级达标高中。1999年，被评定为福建省二级达标高中。
2003年2月，复称“莆田第十中学” 。当年秋季，高中部迁往今毓秀路新校区。
2004年，原初中部划归莆田市私立笏石实验中学。
2006年，被评定为福建省一级达标高中。

## 校园
截至2008年，新、旧校区总占地面积4公顷，总建筑面积7万平方米，绿化面积2万平方米，拥有教学楼、科学楼、图书馆、 综合楼、学生食堂、学生公寓和400米标准运动场。有98个教学班，5000多名学生，350多名教职工。

## 师资
截至2008年，国家级、省级、市级骨干教师和学科带头人30多名，高级教师78名。